# سرود گل
 سرود گل نام یک آلبوم موسیقی اثر حسین علیزاده، هنرمند ایرانی است که در سبک  سنتی تهیه شده و دارای ۹ آهنگ است. 

## فهرست آهنگ‌ها
| ردیف | آهنگ             |
| ۱    | سر مست           |
| ۲    | درآمد راست       |
| ۳    | شب چراغ عشق      |
| ۴    | اصفهانک          |
| ۵    | گلبانگ سربلندی   |
| ۶    | پرواز تا شهر صبح |
| ۷    | آواز رباب        |
| ۸    | گلهای کبود       |
| ۹    | سرود گل          |